# Poniszowice
Poniszowice (německy Ponischowitz) je starostenská vesnice v gmině Rudziniec v okrese Gliwice ve Slezském vojvodství. V letech 1973–1977 byla sídlem gminy Poniszowice. V letech 1975–1998 patřila pod administrativu Katovického vojvodství.

## Historie
První písemné zmínky o vesnici jsou uváděny v roce 1223, podle zdroje je v kronikách uváděna s dvory Niewiesze a Niekarmia už v roce 1145. V roce 1260 začala německá kolonizace. V latinské Liber fundationis episcopatus Vratislaviensis (Soupis majetku vratislavského biskupství) z doby biskupa Jindřicha I. z Vrbna v letech 1297–1305 byla uváděna jako Ponussowitz. V letech 1419–1439 okolní vesnice byly ničeny husitskými vojsky. V roce 1524 biskup Jakub V. Salca prodal majetek Mikuláši z Bierawy a jeho manželce Žofii. V době třicetileté války byly Poniszowice vypleněny vojsky hraběte Mansfelda. Na území Poniszowic byla svedena bitva mezi katolickými českými vojsky a protestantskými vojsky hraběte Mansfelda. Oběti střetnutí byly pohřbeny poblíž Sznurowe Góry (Sznuraberg). V roce 2006 byl na tomto území vztyčen dřevěný kříž. V 17. století byly Poniszowice protestantské.
V letech 1936–1945 byla vesnice v rámci germanizace přejmenována na Muldenau/Oberschlesien.

## Počet obyvatel
V roce 2011 v Poniszowicích žilo 519 obyvatel (251 mužů a 268 žen). W Narodowym Spisie Powszechnym Ludności i Mieszkań z roku 2002 se 8,95% obyvatel gminy se hlásilo k německé národnosti, 5,69% obyvatel – slezské národnosti. V roce 2011 se jako zapsalo Němci 10,3% obyvatel.
V Poniszowicích je základní škola.

## Transport
Vesnicí vede silnice č. 19385, 29495 a 29395, která se napojuje na okresní silnici č. 40, vede k dálnici A4.

## Turistika
Vesnicí vedou turistické trasy:
 cesta Gliwické země
 cesta Století turistiky
- Stezka dřevěné architektury Slezského vojvodství

## Pamětihodnosti
- dřevěný kostel Narození Jana Křtitele z roku 1404, který je součástí Stezky dřevěné architektury Slezského vojvodství
- pozdně barokní náhrobní deska Antona von Fragstein und Niemsdorff z roku 1724 na místním hřbitově[8]
- Kříž s Božím okem na Sznurowej Górze (425 m n. m.), který je postaven na památku střetu českých prokatolických vojsk s protestantskými oddíly hraběte Mansfelda v období třicetileté války (1618–1648)[2]
- na hřbitově v Poniszowicích roste jilm vaz, který má v obvodě 639 cm a je vysoký 30 m (v roce 2015)